# 山口貴史
山口 貴史（やまぐち たかし、Takashi Yamaguchi、1974年 - ）は、主にアメリカ合衆国・ロサンゼルスと日本で活動する俳優。同じく俳優の山口崇、建築家の山口隆とは別人である。

## 略歴
日本で舞台を中心に活動していた俳優であったが、2003年の『ラスト・サムライ』、2006年の『硫黄島からの手紙』に脇役で出演し、2010年代から活動の場をアメリカに移した。2016年1月に開催されたサンダンス映画祭に出品された『ソフィーとライジングサン』ではジュリアンヌ・ニコルソン演じる主人公の恋人役として出演した。日本生まれの俳優がアメリカの恋愛ドラマで重要な役を演じたことで早川雪洲になぞらえられている。

## 映画
- ラスト・サムライ (2003年、米映画) ‐ スタントパフォーマー 戦士 役
- SUPPINぶるうす ザ・ムービー（2004年、日本映画） - SAT隊員
- 硫黄島からの手紙（2006年、日本映画） - 樫原陸軍一等兵 役
- 八人目の侍（The 8th Samurai）（2015年、米短編映画）[2] - ホリちゃん 役
- ソフィーとライジングサン（英語版）（2016年、米映画） - グローバー・オータ 役

## 海外ドラマ
- パチンコ - Pachinko（2022年、appleTVオリジナル ドラマシリーズ） -Season 1 Episode 7 リョウイチ役[3]
- Accused（英語: Accused_(2023_TV_series)） （2023年、FOX TVシリーズ） - Season 1 Episode 8:"Jiro's Story" サム・タムラ役[4][5]

## 舞台
- 髑髏城の七人（1997年再演版） - 鉄機兵の1人